# Yamatotakada (Nara)
Yamatotakada (大和高田市 Yamatotakada-shi?) es una ciudad localizada en la prefectura de Nara, Japón. En julio de 2019 tenía una población estimada de 62.092 habitantes y una densidad de población de 3.768 personas por km². Su área total es de 16,48 km².
La ciudad fue fundada el 1 de enero de 1948.

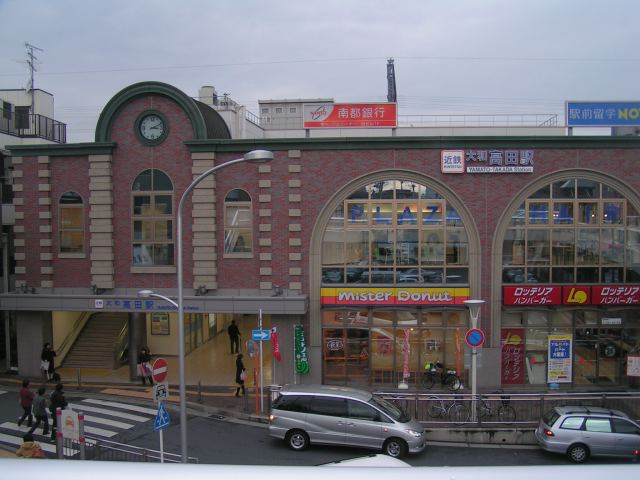
Estación de Yamatotakada.

## Historia
Históricamente, según el Kojiki el legendario Emperador Annei (3º Emperador de Japón) construyó un palacio en este lugar alrededor del 549 a. C. En la ciudad se ubica un kofun, el Tsukiyama-kofun, de unos 210 metros de largo. Durante los siglos XV y XVI, se estableció un castillo a cargo del clan Takada.

## Geografía
Yamatotakada se ubica al centro-oeste de la cuenca de Nara. Entre los principales ríos que cruzan la ciudad están el río Katsuragi, el río Takada (que recorren de norte a sur), el río Soga (al noreste) y el río Katsuge (al noroeste).

### Localidades circundantes
- Prefectura de Nara
  - Kashihara
  - Gose
  - Kashiba
  - Katsuragi
  - Kōryō

## Demografía
Según datos del censo japonés, la población de Yamatotakada ha disminuido en los últimos años.
| Año del censo | Población |
| ------------- | --------- |
| 1995          | 73.806    |
| 2000          | 73.668    |
| 2005          | 70.800    |
| 2010          | 68.451    |
| 2015          | 64.817    |

## Ciudades hermanadas
- Lismore, Australia